# 덴돈
덴돈(일본어: 天丼)은 그릇에 담은 밥위에 덴푸라를 올린 덮밥의 일종이다. 이 중에서 찬합에 담은 것을 텐츄우(天重)라고 부른다. 덴푸라돈부리(天ぷら丼), 텐부라동의 약칭으로 현재는 일반적으로 텐동 혹은 텐돈 등으로 표현한다.

## 조리법
일반적인 조리법은 밥 위에 몇 가지 종류의 튀김을 올리고 단 덮밥 소스를 더하는 것이다. 소스는 주로 우려낸 국물·간장·미림·설탕 등을 합친 것을 사용한다. 소스를 더하지 않고 덴푸라를 가볍게 삶은 것이나 소금을 뿌리는 것도 있다.